# Westfield Hamburg-Überseequartier
Westfield Hamburg-Überseequartier är namnet på en av Hamburgs största gallerior. Den ligger i Überseequartier i stadsdelen HafenCity och innehåller mängder med butiker, restauranger samt även kontor och hotell. Gallerian stod klar april 2025 och har anslutning till U-bahn Überseequartier. Ägare är Unibail-Rodamco-Westfield.
I gallerian finns även Hamburgs största biograf Kinopolis med 2200 sittplatser samt Max Motion 7D Cinema och Legoland Discovery Center